# منديل ورقي

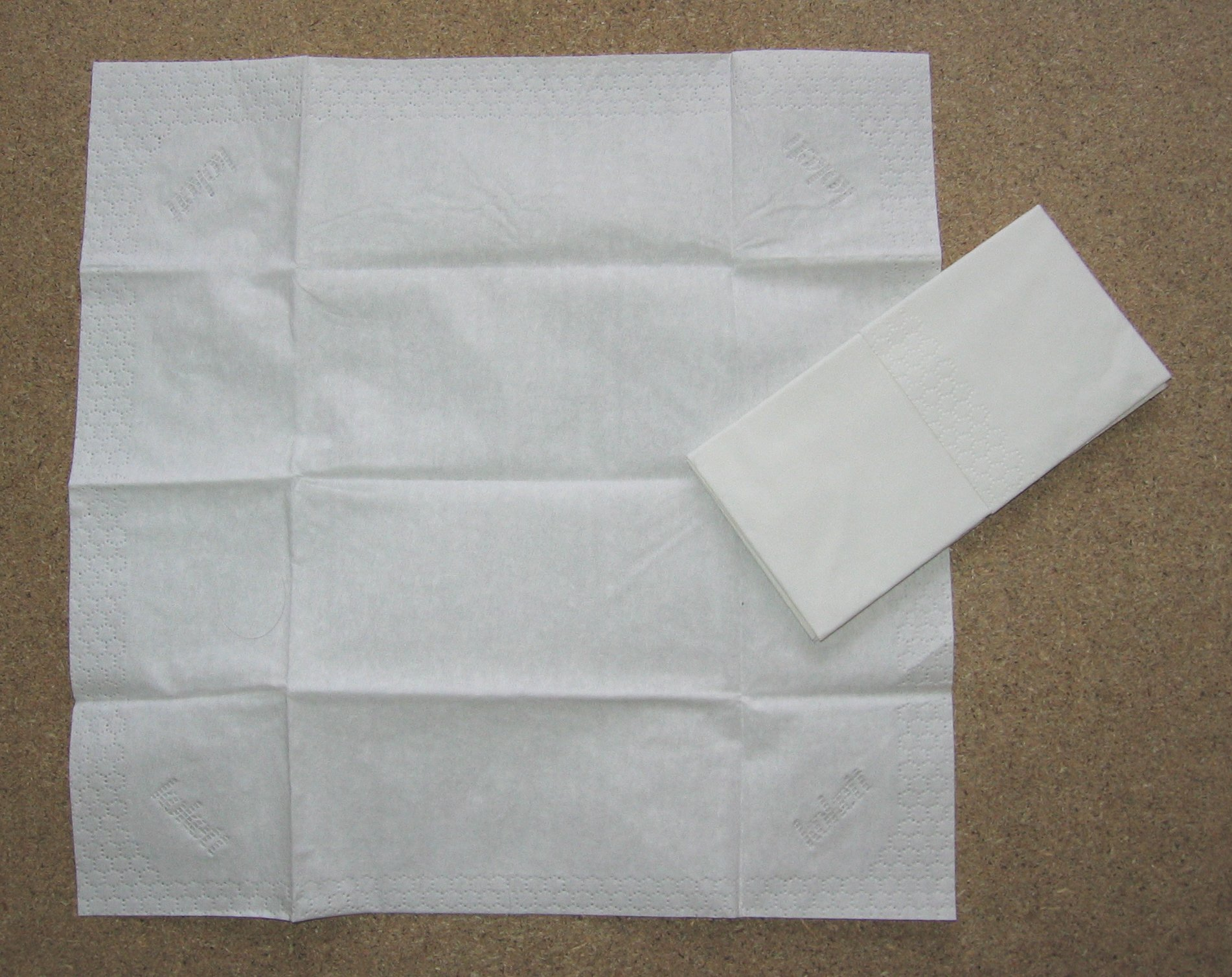
منديل ورقي

المناديل الورقيّة، أيضاً تعرف كـالمَحَارِم الورقيّة، هي نسيج من ورق خفيف أو ورق كريبي رقيق، ويمكن تصنيعها من لب ورق مدور الصناعة.

## الانواع
- مناديل الطعام الأسم العلمي ورق فاكس الحراري بالإنجليزية Thermal Fax Paper.